# Mesoleius latipes
Mesoleius latipes là một loài tò vò trong họ Ichneumonidae.